# Abreulândia
Abreulândia is een gemeente in de Braziliaanse deelstaat Tocantins. De gemeente telt 2.321 inwoners (schatting 2009).